# Казимировский Свято-Успенский монастырь
Казимировский Свято-Успенский женский монастырь (бел. Казіміраўскі Свята-Успенскі жаночы манастыр) ― православный женский монастырь в Гомельской епархии Белорусской православной церкви.

## История

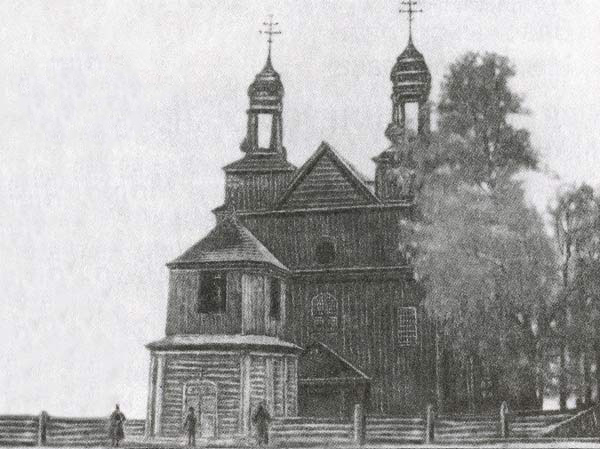
Бывший костёл при униатском монастыре

Монастырь в честь Успения Пресвятой Богородицы основан в 1996 г., но его история началась раньше. 
В 1713 году в Казимирово речицкий подкоморий Казимир Юдицкий основал мужской монастырь под управлением ордена базилиан. 

В 1832 году костёл был преобразован в православный храм, а монастырь упразднён.
Казимировская церковь упоминается в хрониках 1886 и 1897 гг.
В 1996 году был возрождён православный приход. 
В 1998 в Казимирово начали служить первые монахини.
В 2000 году постановлением Синода Белорусского экзархата Московского патриархата Казимировский приход был преобразован в женский монастырь.
Функционирует воскресная школа для детей, иконописный класс.

## Настоятельницы
- Ангелина (Стадничук)
- Иоанна (Ярец)